# Joseph E. Baird
Joseph Edward Baird (12 de noviembre de 1865 – 14 de junio de 1942) fue un Representante estadounidense por Ohio.
Nacido en Perrysburg, Ohio, Bair asistió a las escuelas públicas y se graduó en el Instituto de dicha ciudad en 1885 y se licenció por la Universidad de Míchigan en 1893. Ese mismo año fue admitido al Colegio de Abogados pero no ejerció como abogado. Se mudó a Bowling Green, Ohio en 1894 y ejerció como secretario del condado de Woody de 1894 a 1900. Se involucró en la distribución de tierras petroleras y agrícolas de 1900 a 1921. De 1902 a 1905 ejerció como alcalde de Bowling Green, y como jefe de correos de 1910 a 1914. Fue Secretario de la Comisión de Servicios Públicos de Ohio de 1921 a 1923, y se desempeñó como Secretario de Estado adjunto de 1923 hasta 1929. 
Baird fue elegido como republicano en el 71.º Congreso (4 de marzo de 1929 - 4 de marzo de 1931). No fue reelegido en 1930 para 72.º Congreso. Se retiró de la vida activa de los negocios y políticas. Murió en Bowling Green, Ohio, el 14 de junio de 1942. Fue enterrado en el cementerio de Oak Grove.